# Mychajlo Kozjubynskyj

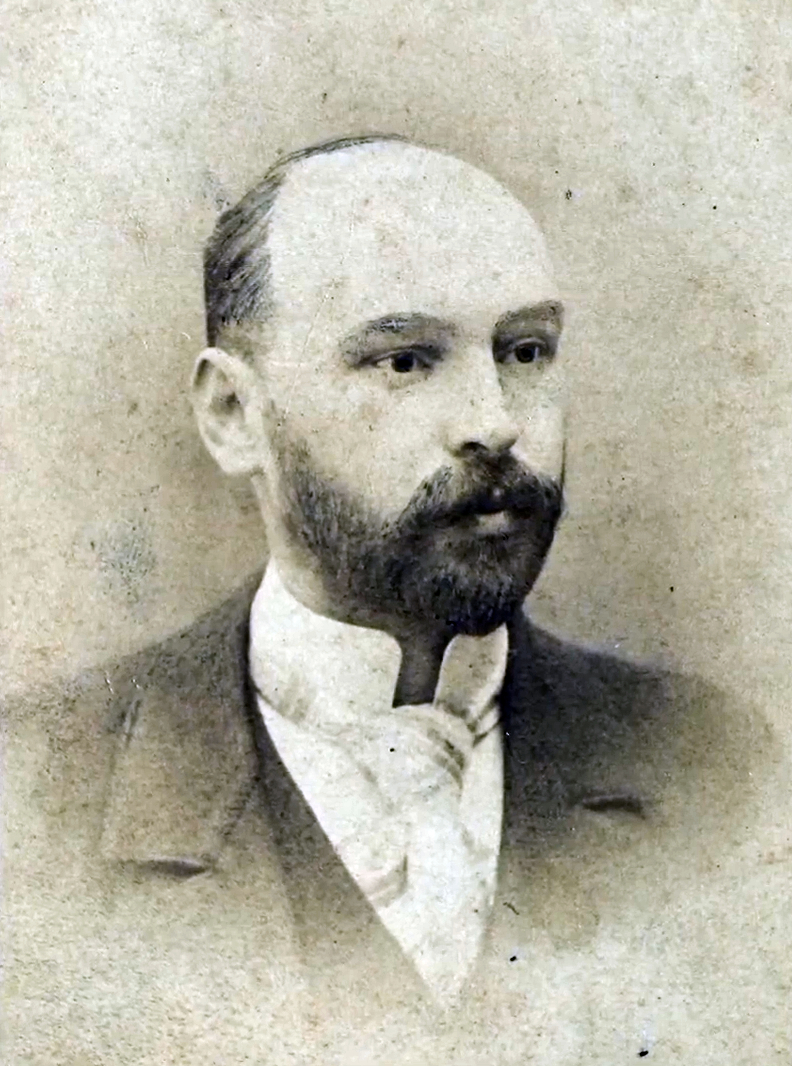
Mychajlo Kozjubynskyj 1898

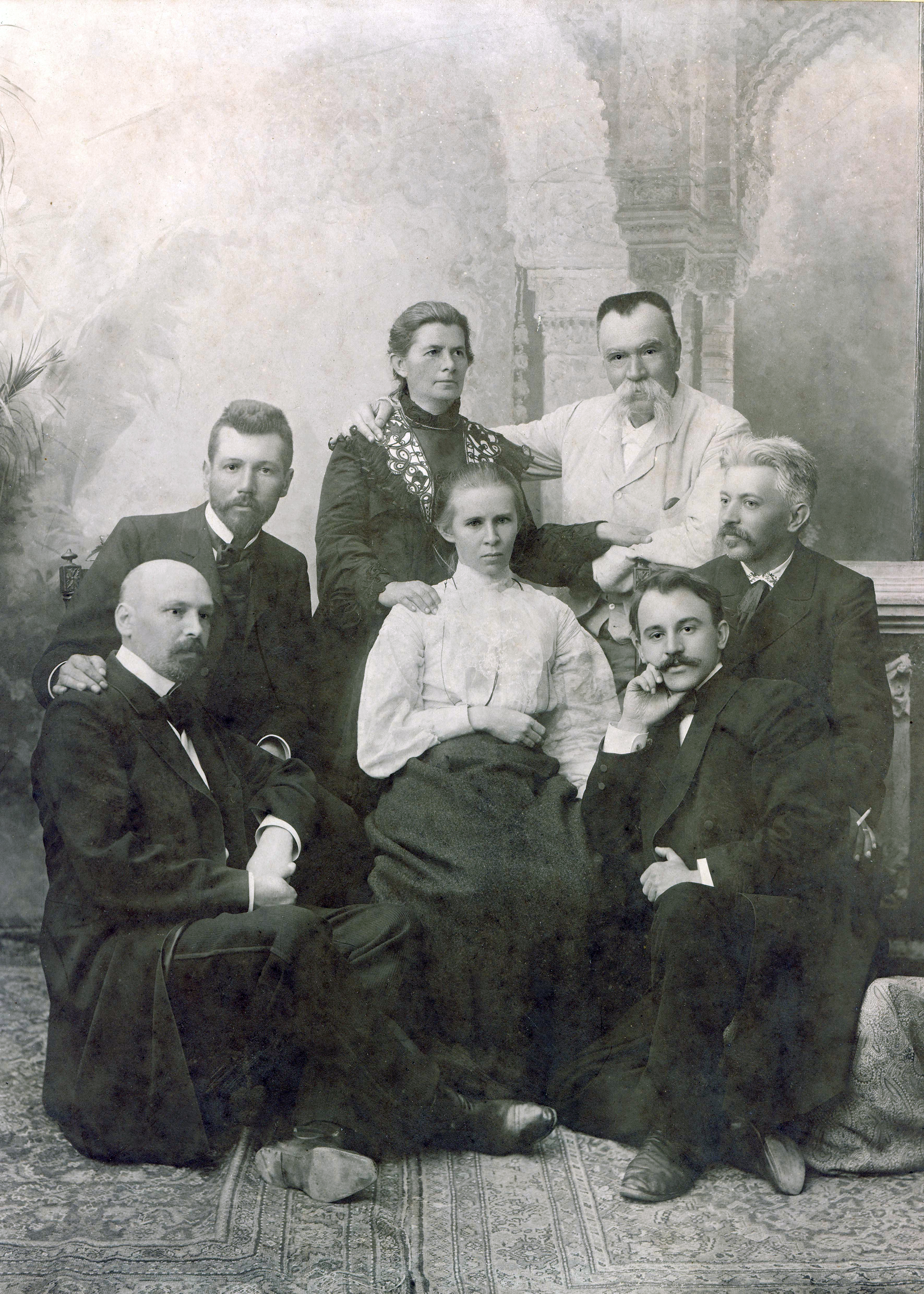
Gruppenbild bei Eröffnung eines Denkmals für Iwan Kotljarewskyj in Poltawa 1903. Von links nach rechts: Mychajlo Kozjubynskyj, Wassyl Stefanyk, Olena Ptschilka, Lessja Ukrajinka, Mychajlo Staryzkyj, Hnat Chotkewytsch, Wolodymyr Samijlenko

Mychajlo Mychajlowytsch Kozjubynskyj (* 5. Septemberjul. / 17. September 1864greg. in Winnyzja, Gouvernement Podolien, Russisches Kaiserreich; † 12. Apriljul. / 25. April 1913greg. in Tschernihiw, Gouvernement Tschernigow, Russisches Kaiserreich) war einer der bedeutendsten ukrainischen Schriftsteller des späten 19. und frühen 20. Jahrhundert.

## Leben
Mychajlo Kozjubynskyj wuchs in Winnyzja, Bar und anderen Orten Podoliens auf. Nach seinem Schulabschluss studierte er an der Priesterschule in Scharhorod und ab 1880 am Theologischen Seminar in Kamjanez-Podilskyj. Er musste die Schule jedoch 1882 auf Grund „populistischer Beteiligung“ verlassen und blieb für den Rest seines Lebens unter Polizeiaufsicht. Er wurde zunächst als Lehrer tätig und pflegte Kontakte zur Narodniki. Nachdem er 1898 nach Tschernihiw gezogen war, arbeitete er dort als Statistiker.
Galizien besuchte er erstmals im Jahre 1890 und lernte dort zahlreiche ukrainische Persönlichkeiten wie Iwan Franko und Wolodymyr Hnatjuk kennen. Seitdem unterhielt er Kontakt mit vielen galizischen Intellektuellen und Herausgebern, welche seine Erzählungen ab 1890 veröffentlichten. Zu Beginn des Jahres 1905 startete er eine Reise, die ihn nach Deutschland, Österreich, Italien, der Schweiz und Südfrankreich führte.
Seine schriftstellerische Tätigkeit begann er mit realistischen Erzählungen. Später schrieb er, unter dem Einfluss von Anton Pawlowitsch Tschechow und Guy de Maupassant, sowie von Taras Schewtschenko, Marko Wowtschok, Fjodor Dostojewskij, Heinrich Heine, Émile Zola und Victor Hugo psychologisch tiefgehende Erzählungen aus dem Leben der ukrainischen, moldauischen und krimtatarischen Bauern sowie der ukrainischen Intelligenz während der russischen Revolution der Jahre 1905/1906 wie beispielsweise den zwischen 1904 und 1910 entstandenen zweiteiligen Roman „Fata morgana“. Seine romantische Liebesnovelle „Tini sabutych predkiw“ (Тіні забутих предків, zu deutsch: „Schatten vergessener Ahnen“) von 1911 spielt in den Karpaten im Milieu der Huzulen.

## Werke (Auswahl)
- Харитя (1891)
- На віру. Повість (1891)
- Ялинка (1891)
- П'ятизлотник (1892)
- Ціпов'яз (1893)
- Маленький грішник (1893)
- Помстився (1893)
- Хо. Казка (1894)
- На крилах пісні (1895)
- Для загального добра (1895)
- Пе-коптьор (1896)
- Посол від чорного царя (1897)
- Відьма (1898)
- В путах шайтана. Нарис (1899)
- По-людському (1900)
- Лялечка. Етюд (1901)
- Дорогою ціною (1901)
- На камені (1902)
- Поєдинок (1902)
- Цвіт яблуні. Етюд (1902)
- З глибини: Хмари (1903), Утома (1903), Самотній (1904), Сон (1904)
- У грішний світ. Новела (1904)
- Під мінаретами (1904)
- Сміх (1906)
- Він іде! (1906)
- Невідомий. Етюд (1907)
- Persona grata (1907)
- В дорозі (1907)
- Intermezzo (1908)
- Як ми їздили до Криниці (1908)
- Дебют (1909)
- Fata Morgana (З сільських настроїв) (1902— 1910)[2]
- Що записано в книгу життя (1911)
- Сон (1911)
- Тіні забутих предків (1911)
- Лист (1911)
- Подарунок на іменини (1912)
- Коні не винні (1912)
- Хвала життю (1912)

In deutscher Übersetzung:
- Anna-Halja Horbatsch (Herausgeberin und Übersetzerin): Blauer November. Ukrainische Erzähler unseres Jahrhunderts. Wolfgang Rothe Verlag,  Heidelberg 1959
  - ER naht
  - Intermezzo

- Michajlo Kozjubynskyj. Fata Morgana und andere Erzählungen. Übersetzung von Anna-Halja Horbatsch. Zürich 1962.
- Mychajlo Kocjubyns’kyj. Schatten vergessener Ahnen. Eine Hirtennovelle aus den Karpaten. Übersetzung von Anna-Halja Horbatsch. Göttingen 1966.

## Film
- Der 1965 erschienene, preisgekrönte sowjetische Film Schatten vergessener Ahnen (Тіні забутих предків) basiert auf seinem Roman. Kozjubynskyj und seine Familie waren Gegenstand des 1971 erschienenen Films Семья Коцюбинских (Semja Kozjubinskich).[3]